# Skoczanka
Skoczanka (Desmodillus) – rodzaj ssaków z podrodziny myszoskoczków (Gerbillinae) w obrębie rodziny myszowatych (Muridae).

## Rozmieszczenie geograficzne
Jest to południowoafrykański rodzaj, znany ze skamieniałości z RPA od wczesnego pliocenu po holocen. W plejstocenie występował także w Namibii.

## Morfologia
Długość ciała (bez ogona) 86–129 mm, długość ogona 70–98 mm, długość ucha 10–14 mm, długość tylnej stopy 21–29 mm; masa ciała 29–82 g.

## Systematyka
Rodzaj zdefiniowali w 1904 roku angielscy zoolodzy Oldfield Thomas i Harold Schwann w artykule zatytułowanym O kolekcji ssaków z brytyjskiego Namaqualandu podarowanej Muzeum Narodowemu przez pana C. D. Rudda, opublikowanym w czasopiśmie „Abstracts of the Proceedings of the Zoological Society of London”. Gatunkiem typowym jest (oryginalne oznaczenie) skoczanka przylądkowa (D. auricularis). 

### Etymologia
Desmodillus: stgr. δεσμός desmos ‘połączenie’, jako że „łączy” ona w sobie cechy myszoskoczki i tłustogona; łac. przyrostek zdrabniający -illus.

### Podział systematyczny
Do rodzaju należy jeden występujący współcześnie gatunek:
- Desmodillus auricularis (A. Smith, 1834) – skoczanka przylądkowa

W 2017 roku został opisany wymarły gatunek, którego szczątki liczące ok. 5,1 miliona lat (zankl) znaleziono w Langebaanweg w RPA. Gryzoń ten był większy niż współczesna skoczanka przylądkowa, ale poza tym podobny do niej. Cechy anatomiczne budowy zębów i czaszki wskazują, że skoczanki oddzieliły się od pokrewnych myszoskoczków (Gerbilliscus) jeszcze 5–6 milionów lat temu:
- Desmodillus magnus Denys & Matthews, 2017